# Sutton, Cheshire East
Sutton är en civil parish i Storbritannien. Den ligger i kommunen Cheshire East i riksdelen England, i den södra delen av landet, 230 km nordväst om huvudstaden London. Det inkluderar Sutton Lane Ends, Gurnett, Langley, Lyme Green och Oakgrove. Parish hade 2 681 invånare år 2011.